# TAMM41
TAMM41 (англ. TAM41 mitochondrial translocator assembly and maintenance homolog) – білок, який кодується однойменним геном, розташованим у людей на 3-й хромосомі. Довжина поліпептидного ланцюга білка становить 452 амінокислот, а молекулярна маса — 51 067.
| 10         |  | 20         |  | 30         |  | 40         |  | 50         |
| ---------- |  | ---------- |  | ---------- |  | ---------- |  | ---------- |
| MALQTLQSSW |  | VTFRKILSHF |  | PEELSLAFVY |  | GSGVYRQAGP |  | SSDQKNAMLD |
| FVFTVDDPVA |  | WHSKNLKKNW |  | SHYSFLKVLG |  | PKIITSIQNN |  | YGAGVYYNSL |
| IMCNGRLIKY |  | GVISTNVLIE |  | DLLNWNNLYI |  | AGRLQKPVKI |  | ISVNEDVTLR |
| SALDRNLKSA |  | VTAAFLMLPE |  | SFSEEDLFIE |  | IAGLSYSGDF |  | RMVVGEDKTK |
| VLNIVKPNIA |  | HFRELYGSIL |  | QENPQVVYKS |  | QQGWLEIDKS |  | PEGQFTQLMT |
| LPKTLQQQIN |  | HIMDPPGKNR |  | DVEETLFQVA |  | HDPDCGDVVR |  | LGLSAIVRPS |
| SIRQSTKGIF |  | TAGKSFGNPC |  | VTYLLTEWLP |  | HSWLQCKALY |  | LLGACEMLSF |
| DGHKLGYCSK |  | VQTGITAAEP |  | GGRTMSDHWQ |  | CCWKLYCPSE |  | FSETLPVCRV |
| FPSYCFIYQS |  | YRCIGLQKQQ |  | HLCSPSSSPS |  | LRQLLPSVLV |  | GYFCCYCHFS |
| KW         |  |            |  |            |  |            |  |            |

A: Аланін

C: Цистеїн

D: Аспарагінова кислота

E: Глутамінова кислота

F: Фенілаланін

G: Гліцин

H: Гістидин

I: Ізолейцин

K: Лізин

L: Лейцин

M: Метіонін

N: Аспарагін

P: Пролін

Q: Глутамін

R: Аргінін

S: Серин

T: Треонін

V: Валін

W: Триптофан

Кодований геном білок за функцією належить до трансфераз. 
Задіяний у таких біологічних процесах, як метаболізм ліпідів, біосинтез ліпідів, альтернативний сплайсинг. 
Білок має сайт для зв'язування з іоном магнію. 
Локалізований у мембрані, мітохондрії, внутрішній мембрані мітохондрії.